# یریتساوانک
یریتساوانک (ارمنی: Երիցավանք؛ انگلیسی: Yeritsavank) یک صومعه متعلق به کلیسای حواری ارمنی واقع در شهر آرتسوانیک، استان سیونیک ارمنستان می‌باشد. ساخت و ساز این ساختمان در سده‌های ۵-۱۱ام میلادی؛ به پایان رسید. این بنا به سبک معماری ارمنی طراحی شده است.